# Thecacera boyla
Thecacera boyla is een slakkensoort uit de familie van de Polyceridae. De wetenschappelijke naam van de soort is voor het eerst geldig gepubliceerd in 1989 door Willan.